# Chartreuse Notre Dame (Reillanne)
Die Chartreuse Notre Dame (Chartreuse de Reillanne; Kartause von Reillanne) ist ein Nonnenkloster des kontemplativen Kartäuserordens etwa acht Kilometer nördlich von Reillanne im Département Alpes-de-Haute-Provence in Frankreich. Die Kartause liegt zwischen Manosque und Forcalquier.

## Geschichte
Das Klostergebäude wurde 1978 errichtet, um die Nonnen aus der Chartreuse de Beauregard in Voiron zu beherbergen, die sich durch das Wachstum dieser Stadt gefährdet fühlten.

## Bauten und Anlage
Die neue klösterliche Niederlassung wurde nach dem Schema traditioneller Kartausen errichtet. Die durch ein Gärtchen voneinander getrennten Zellen liegen an einem Kreuzgang, der sie miteinander verbindet. In einer Entfernung von 300 m liegt ein altes Gehöft, das den Beichtvater der Nonnen, einen Kartäusermönch, beherbergt.